# العلاقات المصرية اليوغوسلافية
العلاقات المصرية اليوغوسلافية كانت علاقات خارجية تاريخية بين مصرويوغوسلافيا عبر أوقات تاريخية مختلفة، وكان كلا البلدين من الأعضاء المؤسسين والمشاركين البارزين في حركة عدم الانحياز. على الرغم من أن العلاقات بين البلدين المُطِلَّين على البحر الأبيض المتوسط كانت هامشية في البداية، إلا أنها تطورت بشكل كبير في أعقاب الانقسام السوفييتي اليوغوسلافي عام 1948 وثورة يوليو 1952. استضافت بلغراد المؤتمر الأول لحركة عدم الانحياز، وعقدت اجتماعات تحضيرية له في القاهرة، في حين استضافت القاهرة المؤتمر الثاني. ورغم انتقادها لبعض جوانب اتفاقيات كامب ديفيد، ظلت يوغوسلافيا من أبرز المؤيدين للنهج الواقعي المصري داخل الحركة، وعارضت بشدة الانتقادات القاسية للقاهرة أو المقترحات التي تشكك في مكانة مصر داخل الحركة.

## تاريخ

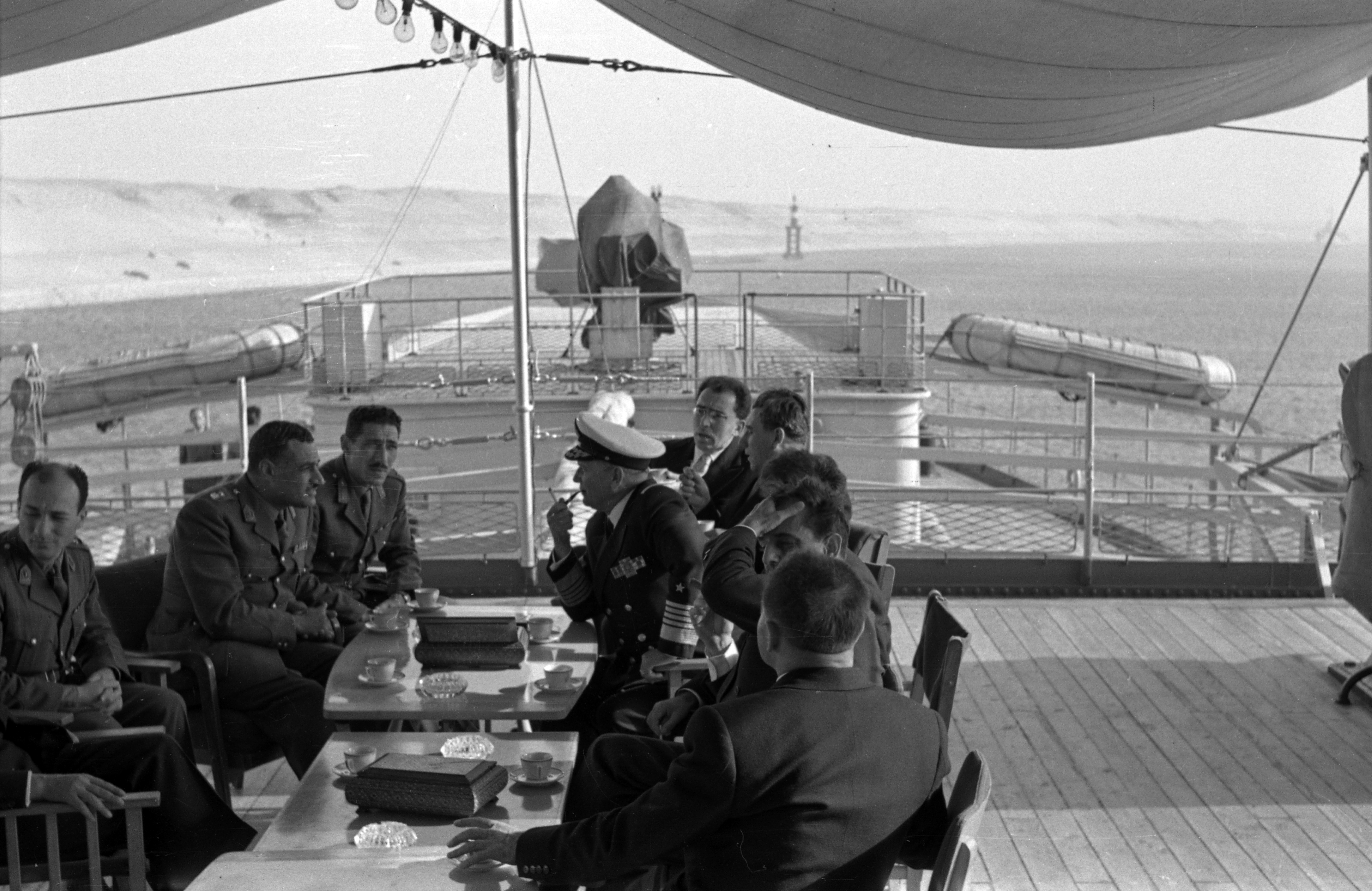
اللقاء الأول بين الرئيس اليوغوسلافي جوزيف بروز تيتو وجمال عبد الناصر عقد على متن السفينة غالب في عام 1955

### الحرب العالمية الثانية
في 28 سبتمبر 194، تم نقل الحكومة اليوغوسلافية في المنفى إلى مصر حيث بقيت هناك حتى عام 1944.
خلال المرحلة الأخيرة من الحرب العالمية الثانية، لجأ نحو 30 ألف لاجئ يوغوسلافي من دلماسية المحتلة من قبل ألمانيا إلى الصحراء المصرية في مخيم الشط للاجئين. كان معسكر الشط أحد الجهود الأولى طويلة الأمد لبناء الدولة التي بذلها الثوار اليوغوسلاف (بعد حلقات قصيرة مع جمهورية أوزيتشي وجمهورية بيهاتش ). هناك أسسوا مؤسسات مثل المدارس والصحف، فضلاً عن العلاقات الجديدة بين الجنسين والعمل، واستغلوا الفرصة لتطوير علاقاتهم مع الحلفاء الغربيين في الحرب العالمية الثانية.

### تاريخ الحرب الباردة
بعد نهاية الحرب العالمية الثانية في يوغوسلافيا، ورثت الحكومة الاشتراكية الجديدة التمثيل القديم في القاهرة من النظام الملكي الذي كان قائمًا قبل الحرب. كانت العلاقات بين البلدين ضئيلة وكانت التجارة مقتصرة بشكل شبه حصري على صادرات القطن المصرية وصادرات الخشب اليوغوسلافية. اتبعت يوغوسلافيا ما بعد الحرب عن كثب العلاقات الخارجية للاتحاد السوفييتي بينما اتبعت مملكة مصر رسميًا العلاقات الخارجية للمملكة المتحدة. حاول الحزب الشيوعي اليوغوسلافي إقامة اتصالات أولى مع الشيوعيين المصريين ومنظماتهم غير القانونية في عام 1946. أقامت سفارة يوغوسلافيا اتصالاً مع إحدى الناشطات الشيوعيات ودعمتها في ترجمة دستور يوغوسلافيا لعام 1946 إلى اللغة العربية ونشرته في 10000 نسخة. وكان الشيوعيون المصريون في بلغراد راضين بشكل خاص عن هذا الإجراء. في إبريل 1947 طلبت الحكومة المصرية من السفير اليوغوسلافي مغادرة البلاد، ولكنها في الوقت نفسه حاولت السيطرة على الحملة الإعلامية المناهضة ليوغوسلافيا والتي كانت واضحة بشكل خاص في صحيفة السوادي حتى عام 1948. تمكن السفير اليوغوسلافي الجديد من تنظيم مشاركة مجموعة من الشباب المصري في أنشطة العمل الشبابي في يوغوسلافيا على خط سكة حديد شاماتش - سراييفو، إلا أن المضيفين المصريين تسامحوا مع هذا الإجراء حيث لم يمض سوى بضعة أشهر منذ أن طُلب من السفير الأخير مغادرة البلاد.
لكن هذا الوضع الاستراتيجي تغير، أولاً في يوغوسلافيا عام 1948 بعد الانفصال بين تيتو وستالين والذي أدى إلى عهد الكومنفورم. وكان لهذا في البداية تأثير سلبي على العلاقات التي كانت مهملة بالفعل، حيث انشق الممثل اليوغوسلافي في القاهرة وانضم إلى الجانب الموالي للسوفييت وهاجر إلى موسكو ومعه جزء كبير من الأرشيف. وقد أيدت أغلبية الشيوعيين المصريين موقف الاتحاد السوفييتي بقوة، وألغوا كل ارتباطاتهم بيوغوسلافيا تقريبًا. ومع ذلك، تمكنت يوغوسلافيا من مواصلة تعاونها مع الديمقراطيين الاجتماعيين القانونيين والاشتراكيين في مصر. لم تتحسن العلاقات بين البلدين في البداية بسبب الدعم اليوغوسلافي لإسرائيل مما أدى إلى حظر السفن اليوغوسلافية في الموانئ المصرية. وفي أواخر عام 1949 و1950 قام حسن صبحي، زعيم الحزب الاشتراكي المصري ومؤلف مجلة المصور، بزيارة يوغوسلافيا وعند عودته إلى مصر نظم محاضرة عن الاشتراكية اليوغوسلافية لحوالي 200 طالب. في عام 1950 منعت الحكومة المصرية رسميًا أي توزيع لوسائل الإعلام اليوغوسلافية في البلاد. تم إرسال نياز ديزداريفيتش، الدبلوماسي البوسني والمناضل اليوغوسلافي السابق، إلى مصر في عام 1951 لتنظيم وتنظيم الجهود اليوغوسلافية بالتعاون مع الاشتراكيين والديمقراطيين الاجتماعيين. لكن الوضع تغير بسرعة بعد الثورة المصرية عام 1952.

#### فترة ما بعد عام 1952

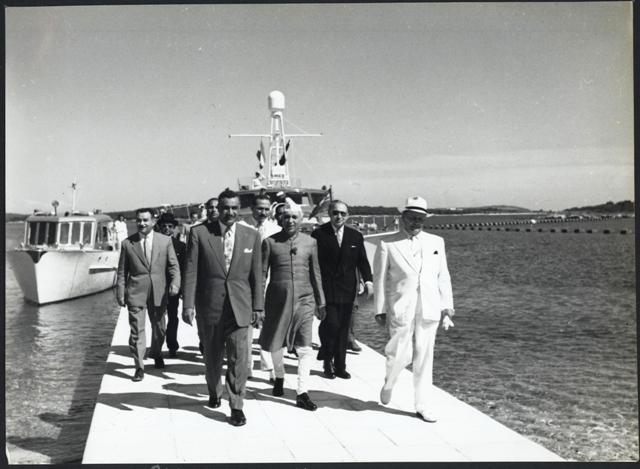
تيتو وناصر ونهرو في جزر بريوني عام 1956

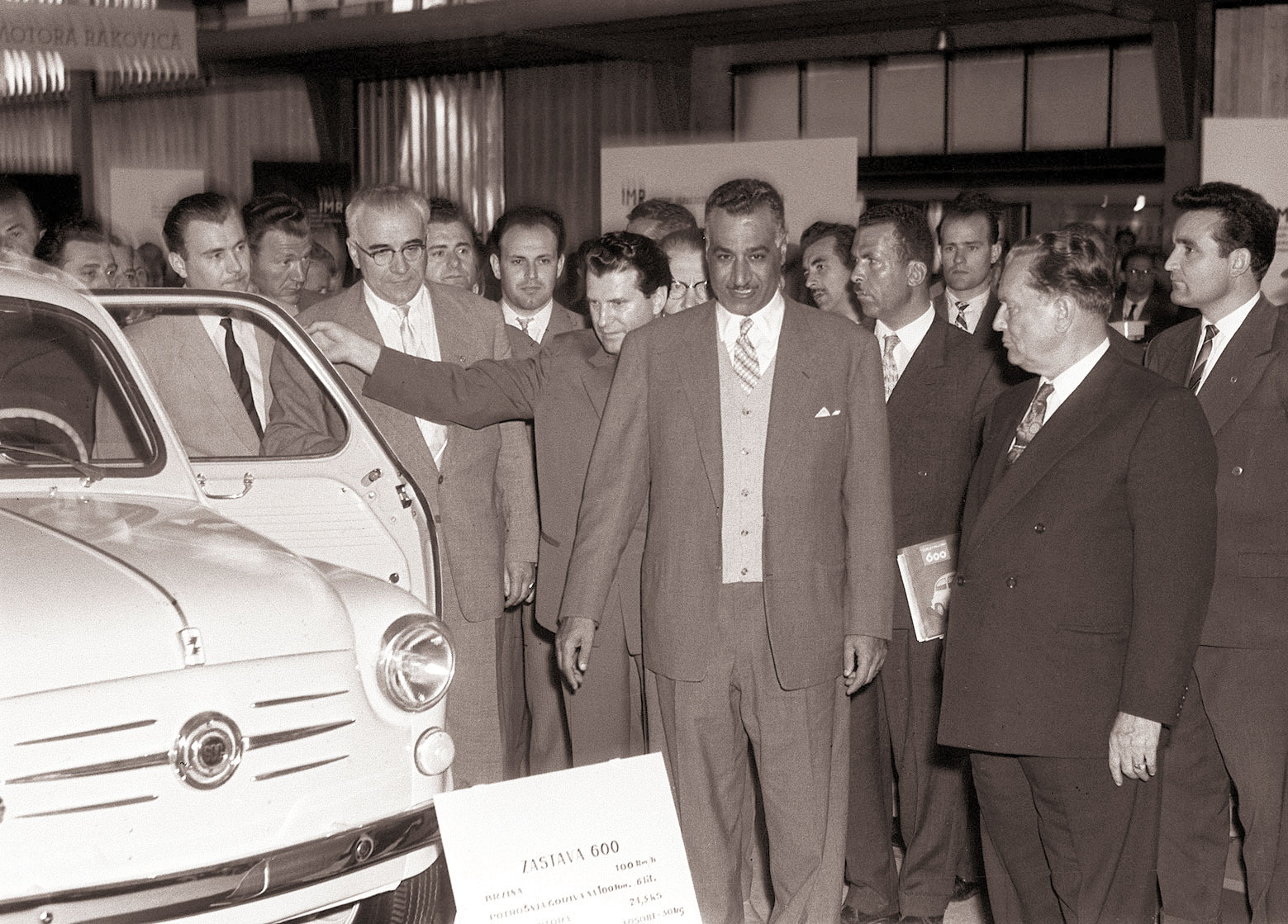
تيتو وناصر في ليوبليانا عام 1960

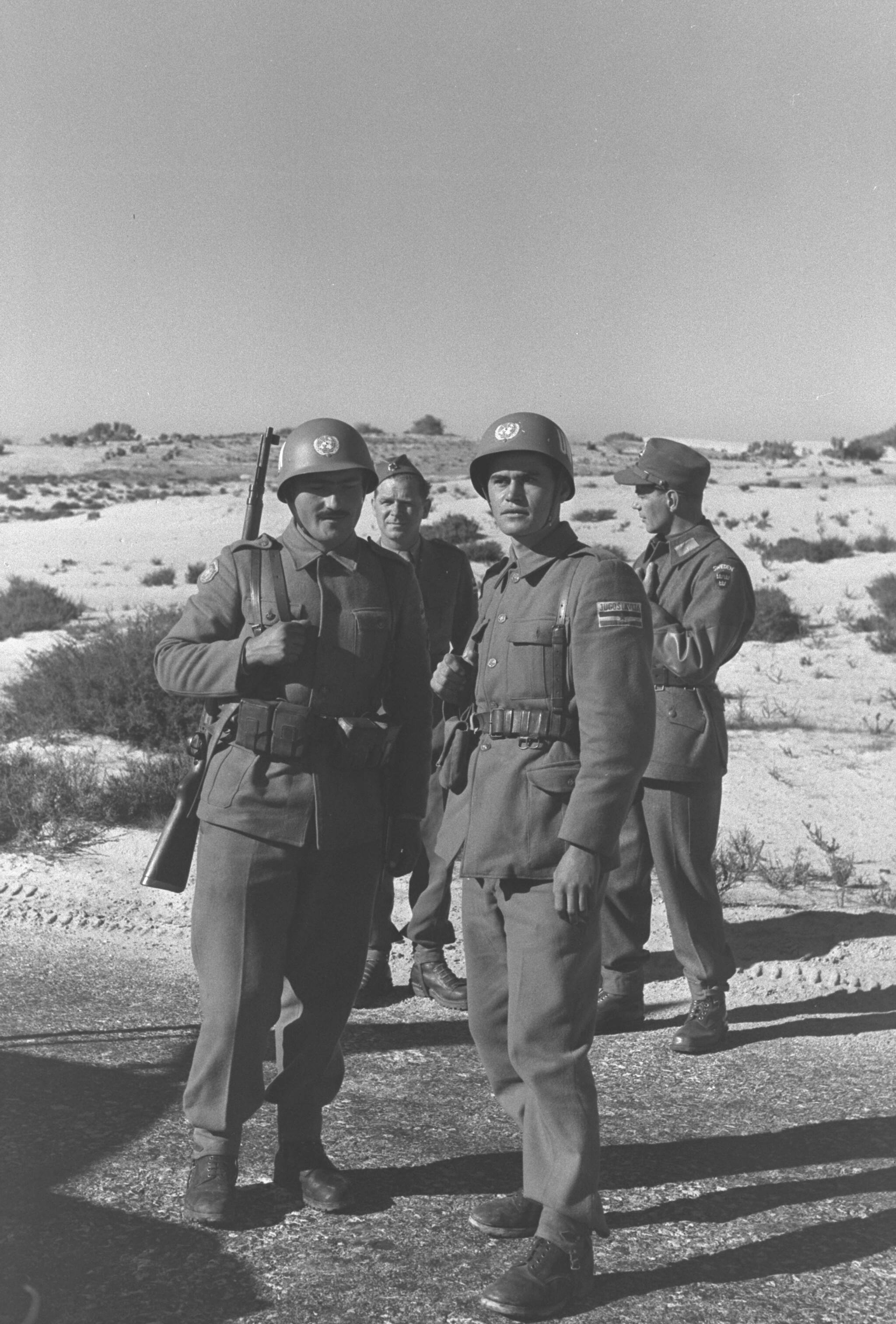
جنود من قوات الطوارئ التابعة لجيش الشعب اليوغوسلافي في سيناء، يناير 1957

بعد أن خلصت حكومة يوغوسلافيا إلى أن النظام الجديد في القاهرة تقدمي في توجهاته وملتزم بمكافحة الاستعمار ومكافحة الإمبريالية في العالم العربي، قررت بلغراد تطوير علاقاتها مع مصر كحجر زاوية في سياستها في شرق البحر الأبيض المتوسط، مدفوعة جزئيًا بنية منع أي تحركات عثمانية جديدة من جانب تركيا التي تعزز موقفها بموجب حلف البلقان عام 1953 مع اليونان ويوغوسلافيا. في عام 1953، التقى أليش بيبلر، وكيل وزارة الخارجية اليوغوسلافية في ذلك الوقت، مع محمود فوزي وبعد ذلك أبلغ كوتشا بوبوفيتش أن هناك آفاقًا جيدة للعلاقات المستقبلية. قررت الأمانة الاتحادية للشؤون الخارجية لجمهورية يوغوسلافيا الاتحادية الاشتراكية تعزيز العلاقات مع مصر بإرسال دبلوماسيها البارز ووزير الخارجية المستقبلي ماركو نيكيزيتش سفيراً جديداً إلى مصر في مارس 1953. وفي وقت لاحق من ذلك العام أجرى رئيس يوغوسلافيا جوزيف بروز تيتو مقابلة مع صحيفة الجمهورية والتي اكتسبت اهتمامًا كبيرًا في مصر. بناءً على تعليمات من وزارة الخارجية، احتج سفير المملكة المتحدة لدى يوغوسلافيا إيفو ماليت على الموقف المؤيد بشدة لمصر في وسائل الإعلام اليوغوسلافية أثناء نزاعات قناة السويس في أواخر عام 1953. كانت المملكة المتحدة مهتمة بشكل خاص بتطور التعاون العسكري بين البلدين، في الوقت الذي فرضت فيه لندن حظر تصدير الأسلحة إلى مصر.
يُعتقد أنه في عام 1954 دعمت مصر الجهود اليوغوسلافية لبدء مساعداتها العسكرية لجبهة التحرير الوطني الجزائرية من خلال شراء أسلحة يوغوسلافية اسميًا والتي تم نقلها بعد ذلك إلى الجزائر. في رحلة عودته من الهند، التقى الرئيس تيتو والرئيس المصري جمال عبد الناصر لأول مرة في عام 1954 على متن سفينة التدريب اليوغوسلافية غالب في قناة السويس. رفض الجانب اليوغوسلافي فكرة زيارة الرئيس للقاهرة، قائلاً إن الزيارة ستكون قصيرة بشكل غير مناسب، بينما في الواقع أراد عدم إثارة غضب إسرائيل على أمل أن تسهل بلغراد تهدئة الصراع العربي الإسرائيلي. لعبت مصر، إلى جانب الهند ويوغوسلافيا، دوراً حاسماً في تأسيس حركة عدم الانحياز. انعقد اجتماع بريوني بين الرئيس اليوغوسلافي جوزيف بروز تيتو ورئيس الوزراء الهندي جواهر لال نهرو ورئيس مصر جمال عبد الناصر في جزر بريوني في جمهورية كرواتيا الاشتراكية التأسيسية اليوغوسلافية في 19 يوليو 1956. وقّع ثلاثة قادة وثيقةً تنص على أن: "السلام لا يتحقق بالتقسيم، بل بالسعي إلى الأمن الجماعي على نطاق عالمي. يتحقق ذلك بتوسيع مساحة الحرية، وإنهاء هيمنة دولة على أخرى." لم تُقام اتصالات رسمية بين يوغوسلافيا والحزب الشيوعي المصري الموحد إلا عام ١٩٥٦، في محاولة من الحزب المصري للنأي بنفسه عن التبعية السوفيتية بعد المؤتمر العشرين، والتعاون مع عبد الناصر. وفي فبراير 1958 زار وفد من الجماعة الإسلامية اليوغوسلافية مصر حيث توصل إلى اتفاق مع جامعة الأزهر بشأن تعليم الطلاب من يوغوسلافيا. فضلت السلطات اليوغوسلافية أن يتلقى مواطنوها المسلمون تعليمهم الديني العالي في مصر أو الجزائر بدلاً من المملكة العربية السعودية، إلا أن شعبية القاهرة كانت في انخفاض بسبب تصور برنامج الدراسة المتطلب للغاية مما دفع البعض إلى جامعة بغداد. واجه خريجو التعليم الديني في الشرق الأوسط بعض الشكوك من قبل السلطات اليوغوسلافية.
كان جيش الشعب اليوغوسلافي واحدًا من 11 جيشًا وطنيًا ساهمت في قوة الطوارئ التابعة للأمم المتحدة بعد أزمة السويس عام 1956. في عام 1957 كان هناك ما يقرب من 700 جندي يوغوسلافي في البعثة. بين عامي 1956 و1967 وصل إجمالي عدد الجنود اليوغوسلاف في سيناء إلى 14.265.

#### حرب الأيام الستة
في بداية حرب الأيام الستة، تفاوضت يوغوسلافيا على إجلاء جنودها عبر الأراضي التي تسيطر عليها إسرائيل. وأدانت يوغوسلافيا إسرائيل باعتبارها المعتدي وطلبت من الأمم المتحدة وقف العدوان وقررت إلغاء علاقاتها مع تل أبيب في 13 يونيو 1967. قررت بلغراد دعم مصر من خلال تقديم المساعدات العسكرية والإنسانية على نحو يقترب قدر الإمكان من المستوى الذي طلبه السفير المصري في بلغراد، على أن تصل المساعدات الأولية خلال 15 يومًا. بعد هزيمة مصر في الحرب، قدم الجانب اليوغوسلافي 7 أطنان إضافية من المواد الطبية، و30 ألف طن من الذرة، و10 آلاف طن من السكر، و1000 طن من الأسماك المعلبة، و200 طن من مسحوق الحليب، و500 طن من الجبن، و500 ألف زوج من الأحذية. حتى أن رئيس يوغوسلافيا تيتو حضر مؤتمر حلف وارسو عام 1967 ( وهي المرة الوحيدة التي حضر فيها رئيس يوغوسلافيا مما أدى إلى تقارب قصير الأمد انتهى بشكل حاد في عام 1968 ) في محاولة لإقناع دول الكتلة الشرقية بدعم مصر وسمحت يوغوسلافيا للدول الأعضاء باستخدام مجالها الجوي لتسليم المساعدات العسكرية. قام كوتشا بوبوفيتش بزيارة القاهرة بعد انتهاء الأعمال العدائية، بينما قام تيتو بزيارة مصر في أغسطس 1967، مما أدى إلى تعاون عسكري كبير في المستقبل.

## التبادلات الثقافية
وقعت الدولتان أول اتفاقية رسمية بشأن الثقافة في عام 1958، في حين شارك فنانون فرديون من يوغوسلافيا في بينالي الإسكندرية لدول البحر الأبيض المتوسط منذ تأسيسه في عام 1955. افتتح معرض للفن اليوغوسلافي الحديث في القاهرة في مايو 1960، ولكن بسبب المراجعات السلبية تم إلغاء الرحلة اللاحقة إلى العراق. استضافت قاعة القاهرة للفنون الجميلة معرض الرسم اليوغوسلافي المعاصر الذي حظي بشعبية كبيرة خلال القمة الثانية لحركة عدم الانحياز في المدينة عام 1964. استضافت صالة أخناتون معرض الرسم اليوغوسلافي الحديث والأعمال الفنية البلاستيكية صغيرة الحجم في فبراير 1987.

## قائمة الزيارات الثنائية للدول

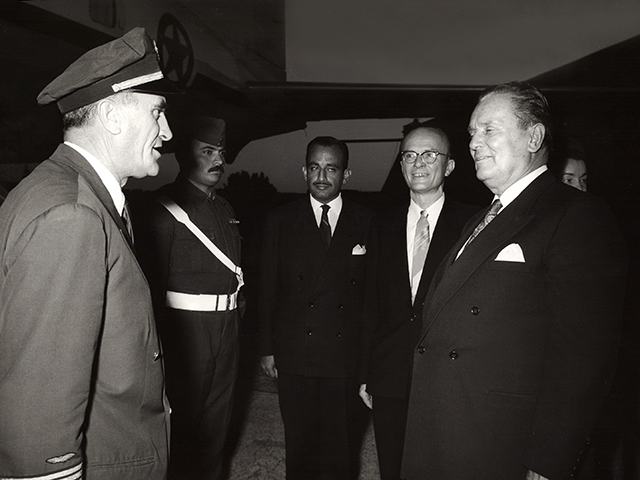
تيتو في مطار القاهرة عام 1961.

### الزيارات اليوغوسلافية إلى مصر
- 5 فبراير 1955 : جوزيب بروز تيتو[12]
- 24 ديسمبر 1955 – 6 يناير 1956 : جوزيب بروز تيتو[9]
- 5 ديسمبر 1958 : جوزيب بروز تيتو[9]
- 20-28 فبراير 1959 : جوزيب بروز تيتو[9]
- 17-22 أبريل 1961 : جوزيب بروز تيتو[9]
- 18-19 نوفمبر 1961 : جوزيب بروز تيتو[9]
- 4-14 فبراير 1962 : جوزيب بروز تيتو[9]
- 18-21 فبراير 1962 : جوزيب بروز تيتو[9]
- 5-10 أكتوبر 1964 : جوزيب بروز تيتو[9]
- 15-24 أبريل 1965 : جوزيب بروز تيتو[9]
- 2-7 مايو 1966 : جوزيب بروز تيتو[9]
- 8 فبراير 1968 : جوزيب بروز تيتو[9]
- 23-25 فبراير 1970 : جوزيب بروز تيتو[9]
- 13-20 فبراير 1971 : جوزيب بروز تيتو[9]
- 20-21 أكتوبر 1971 : جوزيب بروز تيتو[9]
- 20-27 يناير 1977 : جوزيب بروز تيتو[9]

### الزيارات المصرية إلى يوغوسلافيا
- 12-19 يوليو 1956 : جمال عبد الناصر[12]
- 2-15 يوليو 1958 : جمال عبد الناصر[9]
- 12 نوفمبر 1959 : عبد الحكيم عامر[9]
- 12-20 يونيو 1960 : جمال عبد الناصر[9]
- يوليو 1962 : جمال عبد الناصر[9]
- 12-16 مايو 1963 : جمال عبد الناصر[9]
- 1-4 سبتمبر 1965 : جمال عبد الناصر[9]
- 10-12 يوليو 1968 : جمال عبد الناصر[9]
- 3-4 فبراير 1972 : أنور السادات[9]
- 11-12 يناير 1973 : أنور السادات[9]
- 28-30-؟ -1974 : أنور السادات[9]
- 29-30 مايو 1975 : أنور السادات[9]
- 8-10 أبريل 1976 : أنور السادات[9]
- نوفمبر 1977 : أنور السادات[9]